# Nuria Roca
Nuria Roca Granell (Moncada, Valencia, 23 de marzo de 1972) es una escritora, presentadora de televisión, actriz y locutora de radio española.

## Biografía

### Sus inicios
Estudió en la Universidad Politécnica de Valencia, titulándose en Arquitectura técnica en diciembre de 1993. Empezó en el mundo de la televisión de manera casual, solía acudir a un programa de la televisión valenciana para recaudar fondos para el viaje de carrera. Se presentó a una audición, animada por sus amigos, y fue elegida para ponerse frente a las cámaras.

### Trayectoria profesional
Debutó en televisión en 1994 en el canal autonómico valenciano Canal 9, en el concurso La Sort de Cara. En ese mismo canal presentó Fem tele (1998-2000).
En 1998 Chicho Ibáñez Serrador se fijó en ella para presentar la segunda etapa del concurso sobre el mundo animal Waku Waku de TVE, en sustitución de Consuelo Berlanga. Un año más tarde presentó el programa sobre consumo ¿Cuánto cuesta?.
El 31 de diciembre de 1999 tuvo el gran privilegio de abrir las puertas del nuevo año a toda España en las campanadas en TVE, junto a Ramón García. Ambos presentarían la posterior gala de bienvenida al 2000 junto a Andoni Ferreño y Mabel Lozano. Ese mismo año condujo el show de parejas La casa de tus sueños, para la cadena pública en horario estelar.
Telecinco la fichó para presentar Buenas tardes (2000) y Nada personal (2001), junto a Maribel Casany y Llum Barrera. En 2002 debuta como actriz en la serie de Emilio Aragón Javier ya no vive solo.
Entre 2003 y 2005 presentó La isla de los famosos en Antena 3 y en 2004 UHF en la misma cadena.
En abril de 2006 fue fichada por el nuevo canal de televisión Cuatro, donde presentó el programa Nos pierde la fama. Una vez cancelado ese espacio, y desde el 3 de febrero de 2007, se hizo cargo del concurso Gran Slam en la misma cadena,aunque fue relevada por Nico Abad.
El 13 de mayo de 2007, se hizo cargo del concurso Factor X, del cual se han emitido dos ediciones. En diciembre de 2007 copresenta dos especiales sobre sexo titulados El sexómetro junto con Josep Lobató en el cual se analizaban los hábitos de los españoles gracias a una macroencuesta realizada por la empresa de sondeos Opina.
En enero de 2008 presentó Tienes talento, programa en el que se intenta buscar a una estrella en cualquier campo artístico de España y a partir de mayo del mismo año presentó el concurso El Gran Quiz. A principios de 2009 estrenó el telerrealidad Perdidos en la tribu, que tuvo una segunda temporada en 2010.
El último trimestre de 2009 presenta el programa Reforma Sorpresa una adaptación de 60 Minutes Makeover y un año más tarde Tu vista favorita. En abril de 2011 estrenó con éxito el programa Perdidos en la ciudad, la continuación de Perdidos en la tribu. En 2011 Nuria presenta el programa piloto de Academia de sexo, la adaptación del británico Sex Academy. 
En 2011, tras la fusión de Gestevisión Telecinco y Sogecuatro, Nuria es escogida como imagen del canal femenino Divinity, en el que presenta programas de entrevistas y reportajes. Además, es el rostro encargado de enlazar el contenido multimedia de la web con la cadena, aparte de convertirse en la protagonista de las autopromociones. Precisamente sus últimos trabajos televisivos para Mediaset España han sido en esta cadena, donde presentó un especial sobre Guillermo de Cambridge y su matrimonio, otro especial sobre Alberto de Mónaco y otro especial sobre la pasarela cibeles 2011.
En diciembre de 2011 se anuncia el fichaje de Nuria Roca por parte del canal nacional La Sexta, para presentar a partir de 2012 El Millonario, una variante de Quién quiere ser millonario.
Tras dos años apartada de la televisión y de la vida pública, saltó a la radio y fichó en 2014 por Melodía FM, donde presenta un programa matinal de humor llamado Lo mejor que te puede pasar.
En 2017, comienza a presentar en La 1 el programa Fantastic Duo.
En diciembre de 2017, vuelve a Cuatro tras siete años fuera del grupo Mediaset España para presentar el dating show Singles XD en las sobremesas de la cadena. El programa fue cancelado en el mismo mes tras 13 episodios por los bajos índices de audiencia.
En julio de 2018 se hace oficial su fichaje por el grupo Atresmedia, incorporándose a la 13.ª temporada de El hormiguero 3.0 en la que participa semanalmente. A inicios de febrero de 2021 se hace cargo de la presentación del programa debido a que Pablo Motos ha de guardar cuarentena tras dar positivo en COVID-19. Tras conducir durante el verano de 2021 en Antena 3 el concurso Family Feud: La batalla de los famosos, desde octubre de ese mismo año presenta el magazín vespertino La roca en La Sexta.

## Trayectoria

### Programas de televisión
| Año             | Título                                 | Cadena     | Notas                  |
| --------------- | -------------------------------------- | ---------- | ---------------------- |
| 1994 – 1997     | La sort de cara                        | Canal Nou  | Presentadora           |
| 1998 – 000      | Fem tele                               | Canal Nou  | Presentadora           |
| 1998 – 2001     | Waku Waku                              | TVE        | Presentadora           |
| 1999            | ¿Cuánto cuesta?                        | TVE        | Presentadora           |
| 1999 – 2000     | Gala Fin de Año                        | TVE        | Presentadora           |
| 2000            | La casa de tus sueños                  | TVE        | Presentadora           |
| 2000 – 2001     | Buenas tardes                          | Telecinco  | Presentadora           |
| 2001            | Nada personal                          | Telecinco  | Presentadora           |
| 2003 – 2005     | La isla de los famosos                 | Antena 3   | Presentadora           |
| 2004            | UHF                                    | Antena 3   | Presentadora           |
| 2006            | Nos pierde la fama                     | Cuatro     | Presentadora           |
| 2007            | Gran Slam                              | Cuatro     | Presentadora           |
| 2007 – 2008     | Factor X                               | Cuatro     | Presentadora           |
| 2007 – 2008     | El sexómetro                           | Cuatro     | Presentadora           |
| 2008            | Tienes talento                         | Cuatro     | Presentadora           |
| 2008            | El gran quiz                           | Cuatro     | Presentadora           |
| 2009 – 2011     | Perdidos en la tribu                   | Cuatro     | Presentadora           |
| 2009 – 2010     | Reforma sorpresa                       | Cuatro     | Presentadora           |
| 2010            | Tu vista favorita                      | Cuatro     | Presentadora           |
| 2011            | Perdidos en la ciudad                  | Cuatro     | Presentadora           |
| 2011            | Academia de sexo                       | Cuatro     | Presentadora           |
| 2011 – 2012     | El millonario                          | La Sexta   | Presentadora           |
| 2017            | Ilustres ignorantes                    | #0         | Invitada               |
| 2017            | Fantastic Dúo                          | La 1       | Presentadora           |
| 2017            | A tota pantalla                        | TV3        | Presentadora           |
| 2017            | Singles XD                             | Cuatro     | Presentadora           |
| 2018 – presente | El Hormiguero 3.0                      | Antena 3   | Colaboradora           |
| 2020 – 2021     | Road Trip                              | TNT España | Protagonista           |
| 2021 – 2022     | El Hormiguero 3.0                      | Antena 3   | Presentadora sustituta |
| 2021            | Mask Singer: adivina quién canta       | Antena 3   | Investigadora invitada |
| 2021            | Family Feud: La batalla de los famosos | Antena 3   | Presentadora           |
| 2021 – presente | La Roca                                | La Sexta   | Presentadora           |
| 2022            | La resistencia                         | #0         | Invitada               |

### Series de televisión
| Año         | Título                 | Personaje      | Notas                                       |
| ----------- | ---------------------- | -------------- | ------------------------------------------- |
| 2001        | 7 vidas                | Clara Romero   | Episodio: «Eusebio McGuire»                 |
| 2002 – 2003 | Javier ya no vive solo | Sofía Castelló | Elenco principal; 20 episodios              |
| 2014        | Aída                   | Claudia        | Episodio: «Hacienda de los horrores»        |
| 2014        | La que se avecina      | Lidia          | Episodio: «Unas mariposillas»               |
| 2016        | El hombre de tu vida   | Lucía          | Episodio: «Tengo algo muy importante»       |
| 2022        | Madres. Amor y vida    | Blanca Robledo | Elenco principal; 8 episodios (temporada 4) |

### Películas
| Año  | Título    | Personaje      | Director          | Notas        |
| ---- | --------- | -------------- | ----------------- | ------------ |
| 2013 | Calabazas | Berta Sandoval | Josemari Martínez | Cortometraje |

### Programas de radio
| Año         | Título                      | Emisora     | Notas        |
| ----------- | --------------------------- | ----------- | ------------ |
| 2002 – 2007 | No somos nadie              | M80 Radio   | Colaboradora |
| 2010 – 2012 | Atrévete                    | Cadena Dial | Colaboradora |
| 2014 – 2017 | Lo mejor que te puede pasar | Melodía FM  | Presentadora |

## Libros
- Roca, Nuria (2007). Sexual-mente. Espasa Libros, S.L. ISBN 9788467026146.
- Roca, Nuria (2009). Los caracoles no saben que son caracoles. Espasa Libros, S.L. ISBN 9788467030570.
- Roca, Nuria; del Val, Juan (2011). Para Ana (de tu muerto). Espasa Libros, S.L. ISBN 9788467036121.
- Roca, Nuria; del Val, Juan (2012). Lo inevitable del amor. Espasa Libros, S.L. ISBN 9788467008814.
- Roca, Nuria (2013). Sexualmente II. Espasa Libros, S.L. ISBN 9788467024258.

## Vida privada
Se casó el 6 de octubre de 2000 en la localidad valenciana de El Puig con Juan del Val. El matrimonio tiene 3 hijos: Juan (n. 18 de julio de 2002), Pau (2006) y Olivia (2010).

## Premios y nominaciones
- Nominada al TP de Oro (2000) como Mejor presentadora por Waku Waku y Buenas Tardes.
- Antena de Oro de Televisión 2004 por La selva de los famosos.
- Premio Cosmopolitan 2008 a la Mejor presentadora por Factor X, Tienes talento y El Gran Quiz.
- Premio a la mujer mejor calzada de España. 2007, otorgado por el Museo del Calzado y con el jurado presidido por la Princesa Tessa de Baviera, formando parte del mismo, entre otros, por el cineasta Luis García Berlanga.[11]